# Madonna piercing
Madonna piercing se le llama a la perforación del labio situada en la parte superior derecha. Es un término coloquial que surgió en honor a la marca de belleza de la artista estadounidense Madonna y a menudo comparado con el Monroe piercing, siendo más común y se caracteriza por estar a lado izquierdo.

## Descripción
Dominik Groß, bioético e historiador de medicina originario de Alemania explica que es una perforación del labio situada en la parte superior derecha que emula la marca de nacimiento de Madonna.
Existen diversas variantes de esta perforación. Por ejemplo, cuando la persona se perfora al mismo tiempo en la parte superior del labio, se le conoce como un «doble Madonna». A menudo es confundida con el Monroe piercing que se sitúa en la parte superior izquierda del labio, siendo más común. Sin embargo, cuando una persona lleva la perforación en ambos lados se le denomina «Madonna-Monroe piercing».

## Procedimiento
La perforación se realiza con un pequeño perno, que generalmente son de tamaño 1,6 mm o hasta 1,2 mm. El peso puede oscilar entre los 16g o 14g respectivamente. Antes del procedimiento la persona debe utilizar solución antibacteriana para enjuagar la boca. Las herramientas más comunes son la pluma quirúrgica y una aguja hueca para perforar la marca y estirilizar a la vez la zona. Luego de este paso, se incerta el piercing. El coste por lo general puede variar, y puede ser hasta unos 36 USD.

## Impacto en la salud
La perforación del Madonna piercing, como la mayoría de los procedimientos de esta índole, es muy propensa a contraer infecciones debido a su proximidad a la boca. También puede dañar las encías y dientes en general. El tiempo estimado de curación puede depender, pero es entre 4 hasta 12 semanas. Algunas complicaciones pueden variar, pero el labio se puede hinchar y generar una secreción de pus.

## Galería de imágenes

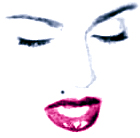
Un icono donde es visible su marca de belleza, o Madonna piercing
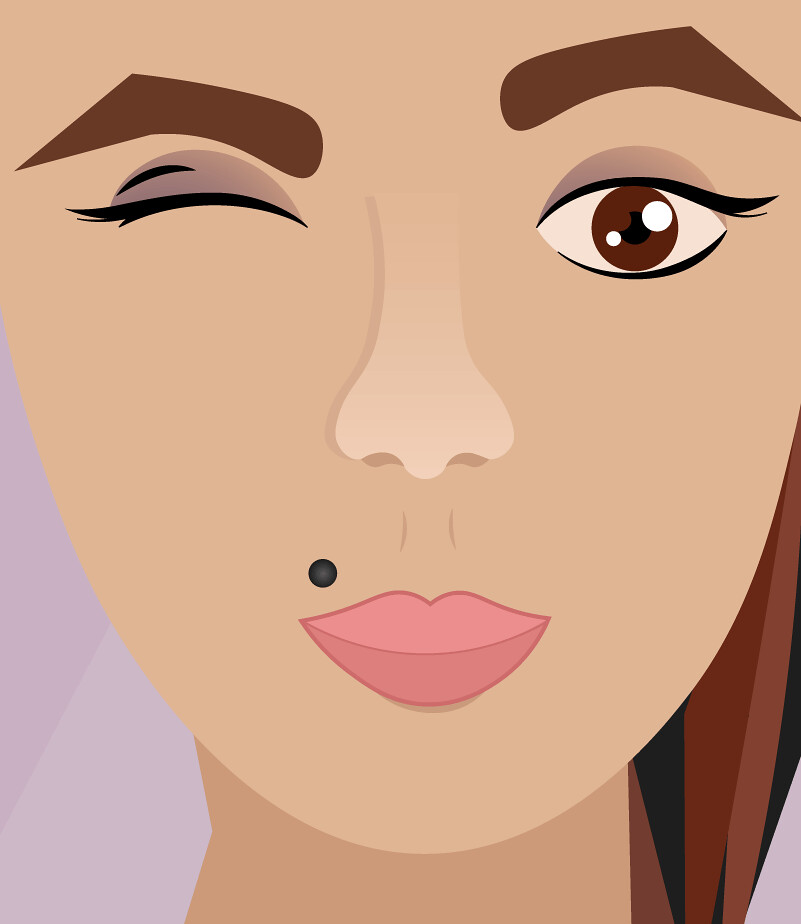
Madonna piercing

### Complementaria
- Blejer, Carlos (2006). Lesiones Por Procedimientos. Editorial Juris. p. 51. ISBN 9-5081-7279-7.
- DeMello, Margo (2007). Encyclopedia of Body Adornment (en inglés). ABC-CLIO. ISBN 978-0-31-333695-9.
- Kretschmar, Anne (2009). Was tattoon?: Gesellschaft im Zeitalter von Bodymodification (en inglés). Rotbuch Verlag. p. 37. ISBN 978-3-86-789075-5.